# Aeroporto di Dong Hoi
L'aeroporto di Dong Hoi è un aeroporto vietnamita situato nel comune di Loc Ninh, 6 km a nord della città di Dong Hoi, nel dipartimento di Quang Binh, lungo la costa centro-settentrionale del Vietnam, a 500 km di strada a sud-est di Hanoi. È un aeroporto civile classificato 4C dall'ICAO e l'area coinvolta misura circa 173 ettari, originariamente sabbiosa, lungo la costa del Mar Cinese Meridionale.
La lunghezza della pista attiva è di 2400 m х 40 m. L'aeroporto, che dispone di un Terminal Passeggeri, è stato nuovamente aperto dopo i lavori di ricostruzione nel 2008. L'aeroporto può ospitare aeromobili del tipo Airbus A321 e può servire 500.000 passeggeri ogni anno.
La prima aerostazione fu una pista sterrata realizzata dall'esercito francese nel 1930, all'epoca dell'Indocina francese. L'aeroporto è stato utilizzato dal Vietnam del Nord durante la guerra del Vietnam. La costruzione è iniziata il 30 agosto 2004.
Il primo aereo ad atterrare proveniva da Hanoi il 18 maggio 2008: data di inaugurazione per l'aeroporto. L'aeroporto serve ai visitatori del parco nazionale di Phong Nha-Ke Bang e ai frequentatori delle spiagge della provincia. La Vietnam Airlines aprirà voli diretti a Ho Chi Minh nel 2009.

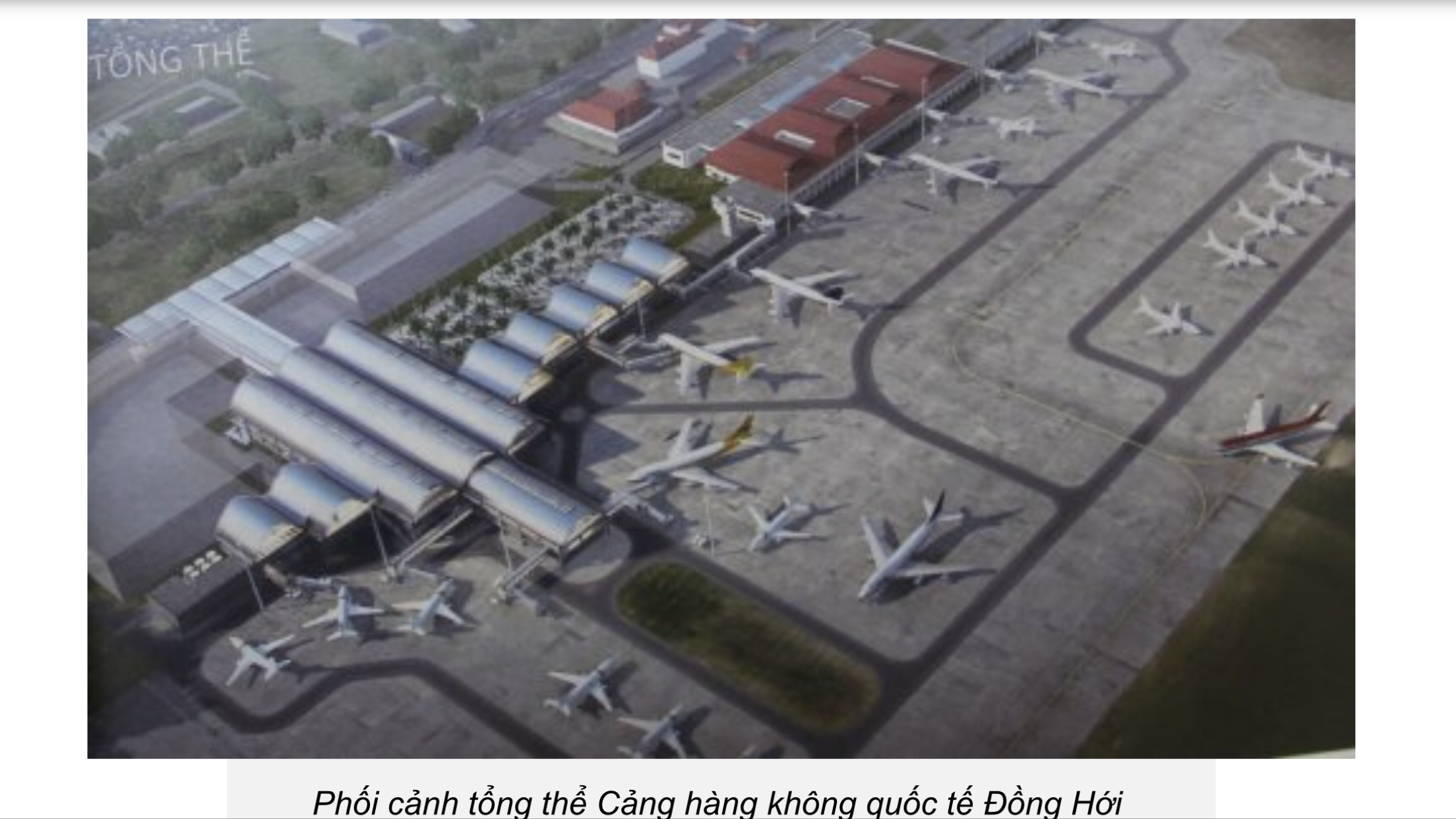
L'aeroporto di Dong Hoi, dopo il completamento dell'espansione nel secondo trimestre del 2020

Il primo volo internazionale con Chiang Mai (Thailandia) a luglio 2017.
L'ampliamento dell'aeroporto inizierà nel quarto trimestre del 2018 e terminerà nel secondo trimestre del 2020. La pista sarà estesa a 3600 m (categoria 4E), un nuovo terminal con una capacità di 10 milioni di passeggeri all'anno sarà costruito. L'investitore è un gruppo vietnamita di FLC Group.